# Vià
Vià était un réseau de chaînes locales françaises créé par Bruno Ledoux en 2017 et dissout en 2021 en raison de difficultés financières.

## Histoire
Dès 2016, Bruno Ledoux est à l'initiative d'un réseau de chaînes de télévisions locales de France, sous le nom générique « vià » auxquelles des chaînes préexistantes ou nouvelles peuvent adhérer gratuitement, en diffusant en contrepartie des programmes communs sur leurs antennes. Pour lancer son projet, il acquiert des parts de la chaîne d'Île-de-France Télif, émettant depuis septembre sous le nom viàGrandParis, ainsi que les quatre chaînes de télévision d'Occitanie TV Sud diffusées à Toulouse, Montpellier, Perpignan et Nîmes, renommées viàOccitanie à l'occasion. Des partenariats sont également envisagés avec la chaîne d'information en continu du Groupe TF1, LCI. Avec le lancement de viàGrandParis et de viàOccitanie, le réseau Vià devient le premier réseau de chaînes locales privées et indépendantes en France.
En mai 2018, Médias du Sud, propriétaire de Vià, rachète au groupe Médias H Antilles Guyane ATV Martinique, ATV Guadeloupe, ATV Guyane en situation de faillite depuis le début de l'année.
Les trois chaînes ATV rejoignent ainsi le Réseau Vià, lancé officiellement le 4 juillet 2018 et qui compte au total 22 chaînes locales (19 en métropole et 3 en outre-mer). Comme pour ATV Martinique, renommée viàATV le 11 octobre 2018, ATV Guadeloupe et ATV Guyane changeront eux aussi de nom.
À partir de 2019, le réseau Vià constitue un programme national. Elle constitue une offre sportive, puis crée des plages horaires nationaux en lançant sa matinale nationale notamment, Vià Matin.
Début novembre 2019, on apprend qu'Altice France (propriétaire de BFM TV) pourrait racheter 50 % de Vià avant le mois de décembre suivant. BFM TV ambitionne de se développer en région et de venir marcher dans les plates-bandes de France 3, qui ambitionne également de miser davantage sur ses antennes locales,. 
Le 2 décembre 2020 Altice France rompt unilatéralement les accords en cours rapprochant viàGroupe et BFM régions.
En 2021, le réseau se dissout en raison de difficultés financières.

## Anciennes chaînes
- ViàGrandParis a cessé d’émettre le 20 mars 2021. La chaîne est rachetée par le Groupe SECOM et Le Figaro et ces derniers lancent Museum TV Paris à la place, le 3 juillet 2021[12].

- ViàOccitanie a été racheté par le Groupe La Dépêche du Midi le 12 avril 2021[13].
- ViàATV a été racheté par le Groupe La Dépêche du Midi le 12 avril 2021.
- ViàVosges a changé de nom pour redevenir Vosges Télévision le 17 mai 2021[14].
- ViàMoselle TV a changé de nom pour devenir Moselle TV le 9 juillet 2021[15].
- ViàLMtv Sarthe a changé de nom pour redevenir LMtv Sarthe le 1er septembre 2021[16].
- La Chaîne normande a été rachetée par Altice Média qui a lancé BFM Normandie à la place, le 28 septembre 2022.
- ViàMATÉLÉ a changé de nom pour redevenir MATÉLÉ le 2 novembre 2021.
- ViàTéléPaese a changé de nom pour redevenir Télé Paese le 23 janvier 2023.
- ViàAngers a changé de nom pour redevenir Angers Télé en février 2023.

## Organisation
- Président : Christophe Musset
- Actionnaire : Bruno Ledoux
- Animateurs : Thomas, Séverine, Julien, Maxime, René, Yannick, Anaïs, Cyril Viguier, Jean-François, Cécile, David.

## Émissions
Les différentes chaines du réseau proposent de nombreuses émissions dont :
Vià Matin chez vous, Les Dossiers de Vià, Ici & ailleurs, Ici & ailleurs le mag, Jeudi chez vous, Samedi chez vous, Dimanche chez vous, 110% Sport le mag, 110% Foot le mag, Hit France, Hit Streaming, Hit Album, Hit Vià Radio, Marathon du Cœur, Labodon, Téléthon, Marathon de Noël, Sidaction, Opération Brioches, La nuit du nouvel an, La nuit des feux d'artifice, Télénoël, Concours Eurovision Junior de la chanson, Miss Univers, Miss Monde, La grande journée, Cuisine, Informations, Concerts, Spectacles, Culture, Documentaires, Météo, Musiquew, Magazines, Sports, Dessins animées, Politiques, Émissions et opération spéciales.